# Дымовые сигналы
«Дымовы́е сигна́лы» (англ. Smoke Signals) — комедийная кинодрама Криса Эйра 1998 года, поставленная по книге Шермана Алекси «Драка Одинокого Рейнджера и Тонто в небесах» (The Lone Ranger and Tonto Fistfight in Heaven).

## Сюжет
Виктор и Томас — двое молодых людей из племени кордален — выросли в одной резервации и связаны общей трагедией: родители Томаса погибли в пожаре, из которого отец Виктора спас Томаса в последний момент. Юноши представляют собой полную противоположность: Виктор серьёзен и замкнут, а разговорчивому Томасу трудно удержаться от шуток и баек. Его мастерство сказителя нисколько не впечатляет Виктора, он считает Томаса шутом и старается держаться от него подальше. Уход, а точнее, побег отца из семьи ещё более ожесточил душу Виктора. Но когда из Финикса приходит известие о смерти отца, Виктору ничего не остаётся, как взять надоедливого Томаса в попутчики — ему не добраться до места без денег Томаса.
Они едут через несколько штатов на автобусе, и в дороге Виктор пытается «перевоспитать» Томаса, доказывая ему, что ни его внешний вид, ни манера держать себя никуда не годятся. Опираясь на, как ему кажется, традиционные, а на самом деле усвоенные из тех же голливудских фильмов представления о том, каков должен быть настоящий индеец, Виктор говорит: «Люди — настоящие подонки, и если ты не будешь свиреп, эти белые тебя растопчут». Пытаясь соответствовать образу сурового воина, Виктор обижает их дорожную попутчицу, которая пытается флиртовать с парнями; однако его «взгляд воина» оказывается бессилен против двух крепких белых ребят, занявших их места в автобусе. Томас резюмирует: «Знаешь, похоже, твой образ воина ни черта не стоит».
В Финиксе Виктор и Томас встречают Сьюзи Сонг, спутницу отца Виктора в последние годы его жизни. Она отдаёт Виктору урну с прахом Арнольда и уговаривает парней задержаться в её трейлере, чтобы поесть и отдохнуть. Виктору тяжело принять правду об отце: о той стороне его натуры, которую он скрывал от семьи, о другой женщине в его жизни, но самое большое потрясение ожидает его впереди. Сьюзи раскрывает ему тайну пожара, унёсшего жизни родителей Томаса: Арнольд Джозеф напился и случайно поджёг дом петардой, и чувство вины всю жизнь не давало ему покоя. Сьюзи говорит потрясённому Виктору, что его отец хотел вернуться домой, но так и не нашёл в себе сил сделать это.
Виктор и Томас возвращаются обратно на машине Арнольда. События последних дней перевернули душу Виктора, и он с трудом владеет собой. Они с Томасом ссорятся: у Томаса наконец сдают нервы, и он обвиняет Виктора в том, что он впустую прожигает жизнь, слоняясь без дела по резервации, и расстраивает мать, которой и без того нелегко после ухода Арнольда. Парни кричат друг на друга и едва не врезаются в стоящую поперёк дороги машину. В последний момент Виктор выворачивает руль, и они съезжают в кювет. Там они видят лежащую без сознания женщину и хлопочущую вокруг неё подругу и её мужа; Виктор вызывается привести помощь. В ответ мужчина лишь безнадёжно машет рукой: до ближайшего города слишком далеко, девушке не выжить. Виктор прощается с Томасом и бежит по обочине в сторону города. Утром, когда он падает без сил, его находит и помогает подняться дорожный рабочий.
Виктор и пострадавшая девушка оказываются в одной больнице. Её подруга благодарит парней за помощь и предупреждает их, что её муж собирается обвинить их в случившейся аварии. Рассудив, что им лучше не дожидаться прихода полиции, Томас с Виктором пробираются к выходу, но полицейский уже дежурит у дверей больницы.
В участке Томас сбивчиво объясняет, что произошло. Выслушав заявление водителя машины о том, что Виктор врезался в них, будучи пьяным, Виктор твёрдо говорит, что за всю жизнь не выпил ни капли алкоголя. Начальник участка отпускает Виктора и Томаса, так как их слова подтверждены показаниями жены водителя, к которым прибавлена весьма нелестная характеристика её супруга.
В резервации Виктор извиняется перед Томасом за то, что был несправедлив к нему, и отдаёт часть праха своего отца как памятный подарок. Стоя на мосту с урной в руках и глядя на бурную реку внизу, Виктор мысленно прощается с отцом и отпускает от себя прошлое. Он высыпает пепел в воду и кричит, избавляясь от боли и тоски. Для него началась пора зрелости.

## Культурное значение фильма
Фильм, получивший две награды фестиваля «Сандэнс» и благосклонно встреченный критикой, стал вехой в современном американском кинематографе. Первый полнометражный звуковой фильм, снятый режиссёром-индейцем, он произвёл настоящий культурный переворот, пробив брешь в стене голливудских мифов о коренных американцах, и подарил современным аборигенным художникам надежду на то, что для них настало время быть услышанными и самим рассказывать свои истории. Необычайно популярный среди американских индейцев, фильм давно разошёлся на цитаты и занял почётное место в репертуаре артистов-комиков и резервационном фольклоре. Статус «первого фильма, снятого индейцами для индейцев», и восторги критиков отнюдь не затмевают собой художественных достоинств картины. Трагическое и комическое начало тесно переплетаются в ней, отражая их неразрывное единство в реальной жизни. Темы, которые затрагивает фильм — взросление, дружба, поиски себя, тоска по дому, поддержка и любовь семьи — универсальны и одинаково волнуют людей во всём мире.

## В ролях
| Актёр                | Роль                                        |
| -------------------- | ------------------------------------------- |
| Адам Бич             | Виктор Джозеф                               |
| Эван Адамс           | Томас Разводит Костёр                       |
| Ирен Бедард          | Сьюзи Сонг                                  |
| Гари Фармер          | Арнольд Джозеф                              |
| Танту Кардинал       | Арлин Джозеф                                |
| Моник Мохика         | бабушка Томаса                              |
| Коди Лайтнинг        | Виктор в детстве                            |
| Саймон Бейкер        | Томас в детстве                             |
| Джон Труделл         | Рэнди Пеоне                                 |
| Вождь Леонард Джордж | Лестер (в титрах указан как Leonard George) |
| Мишель Сен-Джон      | Велма                                       |
| Элейн Майлс          | Люси                                        |
| Синтия Гири          | гимнастка Кэти                              |
| Перри Ривз           | Холли                                       |
| Том Скерритт         | начальник полиции                           |

## Награды
- 1998 — Индейский кинофестиваль в Сан-Франциско — лучший фильм.
- 1998 — Премия Святого Христофора.
- 1998 — Национальный совет кинокритиков США — поощрение за особые достижения в режиссуре.
- 1998 — Лондонский кинофестиваль — приз имени Сатьяджита Рая (Крис Эйр).
- 1998 — Международный кинофестиваль в Сан-Диего:

лучший независимый полнометражный фильм производства США;
лучший сценарий (Шерман Алекси);
лучший актёр (Адам Бич);
лучший режиссёр (Крис Эйр).
- 1998 — Кинофестиваль «Сандэнс»:

приз за лучшую режиссуру художественного фильма (Крис Эйр);
приз зрительских симпатий (художественный фильм).
- 1998 — Кинофестиваль «Говорящая картина» в Таосе — премия Taos Land Grant Award[8] (Крис Эйр)[9].
- 1998 — Международный кинофестиваль в Токио — приз за вклад в киноискусство (Крис Эйр; разделил с Франсуа Жираром («Красная скрипка»).
- 1999 — Премия организации «Коренные американцы в искусстве»:

за выдающиеся достижения в сценаристике (Шерман Алекси);
за выдающиеся достижения в режиссуре (Крис Эйр);
за выдающееся исполнение главной мужской роли (Эван Адамс).
- 1999 — Награда Флоридской ассоциации кинокритиков — лучший дебют (Крис Эйр/Шерман Алекси).
- 1999 — Кинопремия «Независимый дух» — лучший актёрский дебют (Эван Адамс).

## Номинации
- 1998 — «Gotham Awards»[10], премия «Раскрытая ладонь» (лучший режиссёрский дебют); проиграл «Пи» Даррена Аронофски.
- 1998 — Кинофестиваль «Сандэнс», гран-при; проиграл «Слэму» Марка Левина.
- 1998 — Международный кинофестиваль в Токио, гран-при; проиграл фильму «Открой глаза» Алехандро Аменабара.
- 1999 — Премия Chlotrudis[11][12], лучший актёр (Эван Адамс); проиграл Иэну Маккеллену (Джеймс Уэйл, «Боги и монстры»).
- 1999 — Кинопремия «Независимый дух»:

лучший актёр второго плана (Гари Фармер); проиграл Биллу Мюррею (Герман Блюм, «Академия Рашмор»);
лучший сценарный дебют (Шерман Алекси); проиграл Даррену Аронофски («Пи»).
- 1999 — Премия «Молодой актёр», лучший актёр второго плана в художественном фильме (Коди Лайтнинг); проиграл Майклу Уэлшу (Артим, «Звёздный путь: Восстание»).
- 2002 — Список 100 лучших комедий за 100 лет Американского института киноискусства[13].